# Mike Huckabee

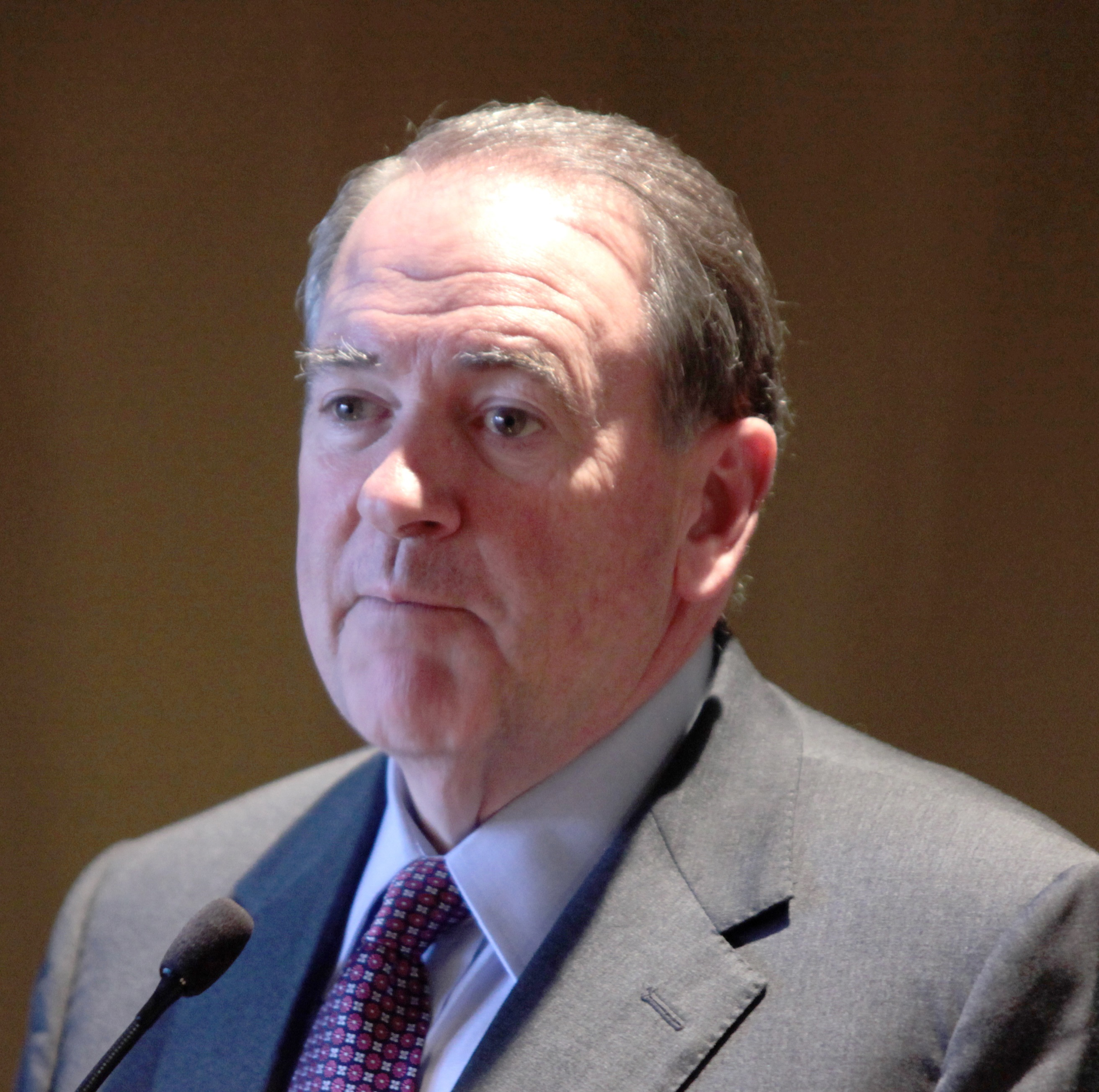
Michael Dale "Mike" Huckabee

Mike Huckabee (1955. augusztus 24. –) az Amerikai Egyesült Államok Arkansas tagállamának volt kormányzója 1996 és 2007 között. A 2008-as amerikai elnökválasztás republikánus jelöltjei közül a második helyen végzett John McCain után.

## Karrierje
Tanulmányait a Hope High Schoolon és a Ouachita Baptist Universityn végezte, ahol 1975-ben szerzett diplomát. Utóbbin magna cum laude minősítéssel végzett. Ezt követően a Délnyugati Baptista Teológiai Szeminárium-ban szerzett végzettséget Fort Worth-ben, 1980-ban. A következő tíz évben felszentelt baptista lelkészként szolgált különböző baptista gyülekezeteknél Arkansas-ban, és helyi médiatársaságoknál töltött be vezető beosztást. 1989-ben az Arkansas-i Baptista Konvenció elnökévé választották.
Először 1992-ben próbált bejutni a szenátusba, de csak a szavazatok 40%-át szerezte meg, és ezzel elvesztette a választást. 1993-ban Bill Clinton arkansasi kormányzó elnökké választása nyomán Jim Guy Tucker kormányzóhelyettes kormányzóvá lépett elő. Huckabee 
indult a kormányzóhelyettesi posztért és el is nyerte azt. 1996-ban a korrupciós ügybe keveredett Tucker lemondott és Huckabee Arkansas tagállam kormányzója lett, a Republikánus Párt képviseletében. 1998-ban és 2002-ben is újraválasztották, így a  tisztet 2007-ig töltötte be.
Terminusa 2007. január 9-én ért véget, az új kormányzó Mike Beebe lett, a demokrata párt színeiben. Ekkor már az állam törvényei szerint – amelyek két ciklust engednek egy kormányzónak – nem volt újraválasztható.
Kormányzói megbízatásának befejeztével bejelentette, hogy indul a 2008-as amerikai elnökválasztáson. Programjának kiemelt elemei voltak az oktatási reform, a szövetségi adó reformja és az abortuszhoz való joggal szembeni fellépés. A republikánus elnökjelölti versenyben 2008 januárjában első helyen végzett az iowai kaukuszon, de márciusra nem maradt matematikai esélye a végső győzelemre a sorozatos győzelmeket arató John McCainnel szemben.
A Fox News tévécsatorna munkatársa és rádióműsorok házigazdája lett. 2015 januárjában befejezte médiaszereplését, majd májusban bejelentette indulási szándékát a 2016-os amerikai elnökválasztáson. Kampányának gyenge kezdete és az iowai kaukuszon elért gyenge eredménye miatt azonban 2016 elején felfüggesztette kampányát.

## Magánélete
Nős, felesége Janet McCain, három gyermekük született: David, John Mark és Sarah. Lánya, Sarah Huckabee Sanders Donald Trump elnöksége idején a Fehér Ház sajtószóvívője lett.
Huckabee basszusgitárosként szerepel rockzenekarában, a Capitol Offense nevű együttesben. Az amerikai közvéleményben nagyobb ismertségre tett szert, amikor 2004-ben sikerült 50 kilogrammot fogynia igen rövid idő alatt, miután 2. típusú cukorbetegséget állapítottak meg nála.